# Liste der Monuments historiques in Senlisse
Die Liste der Monuments historiques in Senlisse führt die Monuments historiques in der französischen Gemeinde Senlisse auf.

## Liste der Bauwerke
| Bezeichnung                 | Beschreibung                           | Standort | Kennzeichnung | Schutzstatus | Datum | Bild           |
| --------------------------- | -------------------------------------- | -------- | ------------- | ------------ | ----- | -------------- |
| Château de la Cour-Senlisse | Schloss, erbaut im 16./17. Jahrhundert | (Lage)   | PA00087648    | Inscrit      | 1977  | weitere Bilder |

## Liste der Objekte
- Monuments historiques (Objekte) in Senlisse in der Base Palissy des französischen Kultusministeriums